# James (musikgrupp)
James är en brittisk alternativ rockgrupp från Manchester som bildades 1981. Bandet räknades till Madchester-vågen och var som mest framgångsrikt under 1990-talet. Några av bandets kända låtar är "Sit Down", "Laid" och "She's a Star".  När sångaren Tim Booth lämnade gruppen år 2001 lades musikverksamheten på is tills januari 2007 då gruppen ombildades och började spela tillsammans på nytt.

## Diskografi
Studioalbum
- 1986 – Stutter
- 1988 – Strip-Mine
- 1990 – Gold Mother (utgiven i USA med titeln James)
- 1992 – Seven
- 1993 – Laid
- 1994 – Wah Wah
- 1997 – Whiplash
- 1999 – Millionaires
- 2001 – Pleased to Meet You
- 2008 – Hey Ma
- 2010 – The Night Before
- 2010 – The Morning After
- 2014 – La Petite Mort

Livealbum
- 1989 – One Man Clapping
- 2002 – Getting Away with It... Live
- 2008 – Live in 2008

Samlingsalbum
- 1998 – The Best Of
- 2001 – B-Sides Ultra
- 2004 – The Collection
- 2007 – Fresh as a Daisy - The Singles

Singlar (topp 100 på UK Singles Chart)
- 1989 – Sit Down (#77)
- 1989 – Come Home (#84	)
- 1990 – How Was It for You? (#32)
- 1990 – Come Home (remix) (#32)
- 1990 – Lose Control (#38	)
- 1991 – Sit Down (nyinspelning) (#2	)
- 1991 – Sound (#9)
- 1992 – Born of Frustration (#13)
- 1992 – Ring the Bells (#37)
- 1992 – Seven (#46)
- 1993 – Sometimes (#18)
- 1993 – Laid (#25)
- 1994 – Jam J / Say Something (dubbel A-sida) (#24)
- 1997 – She's a Star (#9)
- 1997 – Tomorrow (#12)
- 1997 – Waltzing Along (#23)
- 1998 – Destiny Calling (#17)
- 1998 – Runaground (#29)
- 1998 – Sit Down (remix av nyinspelning)	 (#7)
- 1999 – I Know What I'm Here For (#22)
- 1999 – Just Like Fred Astaire (#17)
- 1999 – We're Going to Miss You (#48)
- 2001 – Getting Away With It (All Messed Up) (#22)